# 葛原大智
葛原 大智（くずはら だいち、1996年〈平成8年〉2月5日 - ）は、日本のプロバスケットボール選手。愛媛県出身。ポジションはシューティングガード。B.LEAGUE・富山グラウジーズに練習生兼アカデミーコーチとして所属している。

## 来歴
福岡大学附属大濠高校から大東文化大学に進み、4年時には主将を務めインカレ初優勝に導きMVPを獲得。
インカレ後に富山グラウジーズの特別指定選手となり、卒業後に正式契約。
2020年、レバンガ北海道に移籍。
2022年6月26日にファイティングイーグルス名古屋へ移籍したが、このシーズンは43試合出場で1試合平均のプレータイムは6分48秒にとどまり、2023年5月9日に自由交渉選手リストに公示された。
2023年6月25日に佐賀バルーナーズへ移籍した。シーズン終了後に自由交渉選手リストに公示され、契約満了に伴い退団した。
2024年10月4日、古巣である富山に練習生兼アカデミーコーチとして加入した。